# Distretto di San Luis (Cañete)
Il distretto di San Luis è uno dei sedici distretti della provincia di Cañete, in Perù. Si trova nella regione di Lima e si estende su una superficie di 38,53 chilometri quadrati.
Istituito il 12 gennaio 1871, ha per capitale la città di San Luis.